# Бібі Захара Бенет
Бібі Захара Бенет (англ. BeBe Zahara Benet), справжнє ім'я Ніа Маршалла Куді Нґва (англ. Nea Marshall Kudi Ngwa) — камеруно-американський дреґ-квін виконавець та співак, добре відомий за участь і перемогу в першому сезоні реаліті-шоу RuPaul's Drag Race. У 2018 році зайняв третє місце в третьому сезоні RuPaul's Drag Race: All Stars

## Життєпис
Бенет народився в Камеруні. Пізніше його родина переїхала до Франції, де Бенет виріс, згодом оселився в Міннеаполісі, щоб закінчити навчання в коледжі та бути ближчим до родини.
Перший досвід Бенет в дреґу був на паризькому модному показі, де його попросили надіти сукню, щоб пройтися по подіуму як жінка, так як в останню хвилину не знайшлося заміни відсутньої моделі. Перший виступ у дреґ образі Сінді Лопер відбувся в ґей-барі «The Gay 90s» у Міннеаполісі.

### Drag Race та телебачення
Бенет був анонсований як один із дев'яти учасників першого сезону реаліті-шоу на телеканалі Logo, RuPaul's Drag Race в 2009 році. Став першим переможцем шоу, перемігши в двох завданнях.
У 2011 році Бенет з'явився у двох епізодах спін-оффу серії RuPaul's Drag U, у ролі «дреґ професора».
Брав участь у третьому сезоні RuPaul's Drag Race: All Stars. Дійшовши до фіналу сезону, вигравши два змагання, але журі присудило йому разом із Шанжелою спільне третє місце.
У 2018 році створила проєкт на Kickstarter, для зйомки власного документального фільму про свою дреґ кар'єру під назвою «Being Bebe».
Разом із Жужубі, Торжі Тор та Алексіс Мішель знявся в шоу Drag Me Down the Aisle телеканалу TLC.

### Музична кар'єра
Перший танцювальний синґл «I'm The Shit» було записано разом із Феліксом Баумґартнером, Ральфі Росаріо та Марком Пічотті. В липні 2010 року вийшов його другий синґл «Cameroon». У грудні 2010 року разом із Erasure перевипускає їхній синґл «A Little Respect» (усі кошти від продажу пісні пішли на підтримку Harvey Milk Institute, Сан-Франциско). 17 квітня 2012 року Бібі випускає свій третій синґл «Dirty Drums» на платформі iTunes. 3 березня 2014 року виходить четвертий синґл «Face».
Також Бенет записав кавер версію пісні «The Little Drummer Boy» для музичного альбому Drag Race «Christmas Queens 4».

## Фільмографія

### Фільми
| Рік | Назва      | У ролі | Прим.                               |
| --- | ---------- | ------ | ----------------------------------- |
| TBA | Being Bebe | Себе   | Документальний фільм про життя Бібі |

### Телебачення
| Рік       | Назва                                   | У ролі | Прим.                      | Ref(s) |
| --------- | --------------------------------------- | ------ | -------------------------- | ------ |
| 2009      | RuPaul's Drag Race (1 сезон)            | Себе   | Учасниця (Переможець)      | [ 8 ]  |
| 2011      | RuPaul's Drag U                         | Себе   |                            | [ 9 ]  |
| 2018      | RuPaul's Drag Race: All Stars (3 сезон) | Себе   | Учасник (3-е/4-е місце)    | [ 10 ] |
| 2019      | Vice Live                               | Себе   | Гість                      | [ 17 ] |
| 2019-нині | Dragnificent                            | Себе   |                            | [ 12 ] |
| 2019      | The Rachel Ray Show                     | Себе   | Гість                      | [ 18 ] |
| 2020      | Нескінченний потяг                      | Сашей  | Епізод: «The Parasite Car» | [ 19 ] |

### Веб серіали
| Рік  | Назва                | У ролі | Прим.                   | Ref.   |
| ---- | -------------------- | ------ | ----------------------- | ------ |
| 2014 | WOW Shopping Network | Себе   | Гість                   | [ 20 ] |
| 2014 | Transformations      | Себе   | Гість                   | [ 21 ] |
| 2015 | Drag Queens React    | Себе   | Гість                   | [ 22 ] |
| 2018 | Whatcha Packin'      | Себе   | Гість                   | [ 23 ] |
| 2019 | Follow Me            | Себе   | Епізод: «Pangina Heals» | [ 24 ] |
| 2020 | Bobbin' Around       | Себе   | Епізод: «Nubia»         | [ 25 ] |

### Музичні відеокліпи
| Рік  | Назва                | Артист                     | Ref.   |
| ---- | -------------------- | -------------------------- | ------ |
| 2009 | «Cover Girl»         | RuPaul & Бібі Захара Бенет |        |
| 2009 | «I'm The Shit»       | Бібі Захара Бенет          |        |
| 2010 | «Cameroon»           | Бібі Захара Бенет          |        |
| 2014 | «Face»               | Бібі Захара Бенет          |        |
| 2017 | «Fun Tonite»         | Бібі Захара Бенет          |        |
| 2018 | «Jungle Kitty»       | Бібі Захара Бенет          | [ 26 ] |
| 2018 | «Jolene»             | Доллі Партон               | [ 27 ] |
| 2018 | «Little Drummer Boy» | Бібі Захара Бенет          |        |
| 2020 | «Banjo»              | Бібі Захара Бенет          | [ 28 ] |

## Дискографія

### EP
| Назва             | Деталі                                                                                      |
| ----------------- | ------------------------------------------------------------------------------------------- |
| Kisses & Feathers | - Дата релізу: 17 листопада, 2017 - Лейбл: Savannah Street Music - Формат: Digital download |
| Broken English    | - Дата релізу: 23 квітня, 2020 - Лейбл: Bebe Zahara Benet - Formats: Digital download       |

### Синґли
| Назва                                  | Рік  | Альбом             |
| -------------------------------------- | ---- | ------------------ |
| «I'm The Shit»                         | 2009 | I'm The Shit       |
| «Cameroon»                             | 2010 | Cameroon           |
| «Dirty Drums»                          | 2012 | Неальбомний синґл  |
| «Face»                                 | 2014 | Face               |
| «Get Fierce (Lose Yourself)»           | 2017 | Kisses & Feathers  |
| «Fun Tonite»                           | 2017 | Kisses & Feathers  |
| «Starting A Fire»                      | 2017 | Kisses & Feathers  |
| «Dirty Drums/Cameroon (All Stars Mix)» | 2018 | Неальбомний синґл  |
| «Jungle Kitty»                         | 2018 | Неальбомний синґл  |
| «Little Drummer Boy»                   | 2018 | Christmas Queens 4 |
| «Banjo»                                | 2020 | Broken English     |

#### Як запрошений гість
| Назва | Рік  | Позиція в чарті | Альбом            |
| Назва | Рік  | US Elec.        | Альбом            |
| --- | ---- | --------------- | ----------------- |
| «CoverGirl (Remix)» (RuPaul разом з Бібі Захарою Бенет, Ніна Фловер, & Ребекка Гласкок)                           | 2009 | —               | Неальбомний синґл |
| «Drag Up Your Life» (RuPaul разом з Тріксі Маттел, Кеннеді Давенпорт, BenDeLaCreme, Шанжела, & Бібі Захара Бенет) | 2018 | —               | Неальбомний синґл |
| «Kitty Girl (All Stars Version)» (RuPaul разом з Кеннеді Давенпорт, Шанжела, Бібі Захара Бенет, & Тріксі Маттел)  | 2018 | 18              | Неальбомний синґл |